# Teun Koopmeiners
Teun Koopmeiners (nizozemská výslovnost: [ˈtøːŋ ˈkoːpmɛi̯nərs]; * 28. února 1998) je nizozemský profesionální fotbalista, který hraje na pozici záložníka za klub Atalanta (2023) a nizozemský národní tým.
Poté, co reprezentoval Nizozemsko na různých mládežnických úrovních, byl Koopmeiners v srpnu 2020 povolán do předběžného týmu pro Ligu národů UEFA 2020/21. Později byl součástí jejich týmu pro Mistrovství světa ve fotbale 2022.

## Klubová kariéra

### AZ Alkmaar
Koopmeiners vyrostl v Castricumu v Severním Holandsku a své první kroky ve fotbale podnikl jako mládežnický hráč místního klubu Vitesse '22. V roce 2009 nastoupil do mládežnické akademie AZ Alkmaar na úrovni do 12 let. Nakonec pokračoval v dalších mládežnických týmech a jako člen rezervního týmu klubu Jong AZ se v sezóně 2016/17 stal mistrem nizozemské třetí divize a dosáhl postupu do Eerste Divisie.
Dne 18. srpna 2017 Koopmeiners debutoval v týmu Jong AZ při výhře 3:1 nad FC Den Bosch. Svůj první start v základní sestavě v týmu si připsal 1. října, kdy nastoupil na posledních 30 minut jako náhradník za Alírezu Džahánbachše při domácí prohře 4:0 s Feyenoordem. Na konci sezóny 2017/18 skončil AZ na třetím místě, a kvalifikoval se tak do Evropské ligy. Ve své první profesionální sezóně odehrál Koopmeiners 26 ligových zápasů, ve kterých vstřelil jeden gól.
Dne 1. března 2020 Koopmeiners přihrál na 70 metrů, a připravil tak střeleckou pozici pro Oussamu Idrissiho, který následně vstřelil druhý gól AZ při výhře 2:0 nad Ajaxem, díky čemuž měl jeho tým v ligové tabulce stejně bodů jako Ajax. Během sezóny 2019/20 vstřelil Koopmeiners 16 gólů ve všech soutěžích ve 42 zápasech a pomohl svému týmu skončit na druhém místě v Eredivisii.
Svůj první gól v sezóně 2020/21 vstřelil 26. srpna 2020 proti Viktorii Plzeň při vítězství 3:1 v předkole Ligy mistrů UEFA. Dne 14. ledna 2021 vstřelil Koopmeiners dva góly, včetně odvážného bekhendového švihu, a pomohl tak svému týmu k vítězství 3:1 nad PSV Eindhoven.

### Atalanta
Dne 30. srpna 2021 podepsal Koopmeiners smlouvu s klubem Serie A Atalanta BC za údajnou částku 12 milionů eur. Debutoval 11. září v domácím zápase proti Fiorentině jako pozdní náhradník za Mattea Pessinu.
Dne 1. září 2022 vstřelil Koopmeiners hattrick při vítězství 3:1 v Serii A nad Turínem.

## Reprezentační kariéra
Koopmeiners odehrál čtyři zápasy za nizozemský národní tým do 17 let a dva zápasy za národní tým do 18 let. Jako člen týmu do 19 let hrál v roce 2017 na Mistrovství Evropy ve fotbale do 19 let, kde se Nizozemsko dostalo do semifinále a prohrálo pouze s Portugalskem. Na úrovni do 19 let Koopmeiners odehrál 13 zápasů. Po pěti zápasech za nizozemskou reprezentaci do 20 let debutoval 22. března 2018 při prohře 4:1 v Doetinchemu s belgickou reprezentací do 21 let.
Dne 19. srpna 2020 byl Koopmeiners povolán do seniorského nizozemského národního týmu dočasným manažerem Dwightem Lodewegesem do přípravného týmu pro utkání Ligy národů UEFA proti Polsku a Itálii. V říjnu debutoval v přátelském utkání proti Mexiku.

## Styl hry
Koopmeiners může hrát jako defenzivní nebo střední záložník. Může hrát i na pozici středního obránce. Je známý svými vůdčími schopnostmi a i přes svůj mladý věk byl kapitánem AZ Alkmaar.

## Osobní život
Jeho mladší bratr Peer je také profesionální fotbalista; Peer stále hraje za AZ.

## Statistiky

### Klubové
Platí k zápasu hranému 4. června 2023.
| Klub              | Sezóna            | Liga              | Liga   | Liga | Národní pohár | Národní pohár | Kontinentální | Kontinentální | Celkově | Celkově |
| Klub              | Sezóna            | Divize            | Zápasy | Góly | Zápasy        | Góly          | Zápasy        | Góly          | Zápasy  | Góly    |
| ----------------- | ----------------- | ----------------- | ------ | ---- | ------------- | ------------- | ------------- | ------------- | ------- | ------- |
| Jong AZ           | 2016/17           | Tweede Divisie    | 19     | 2    | –             | –             | –             | –             | 19      | 2       |
| Jong AZ           | 2017/18           | Eerste Divisie    | 6      | 1    | –             | –             | –             | –             | 6       | 1       |
| Jong AZ           | Celkově           | Celkově           | 25     | 3    | –             | –             | –             | –             | 25      | 3       |
| AZ Alkmaar        | 2017/18           | Eredivisie        | 26     | 1    | 5             | 0             | –             | –             | 31      | 1       |
| AZ Alkmaar        | 2018/19           | Eredivisie        | 32     | 8    | 4             | 0             | 1             | 1             | 37      | 9       |
| AZ Alkmaar        | 2019/20           | Eredivisie        | 25     | 11   | 3             | 1             | 14            | 4             | 42      | 16      |
| AZ Alkmaar        | 2020/21           | Eredivisie        | 31     | 15   | 1             | 0             | 8             | 2             | 40      | 17      |
| AZ Alkmaar        | 2021/22           | Eredivisie        | 2      | 0    | 0             | 0             | 2             | 0             | 4       | 0       |
| AZ Alkmaar        | Celkově           | Celkově           | 116    | 35   | 13            | 1             | 25            | 7             | 154     | 43      |
| Atalanta          | 2021/22           | Serie A           | 30     | 4    | 2             | 0             | 11            | 0             | 43      | 4       |
| Atalanta          | 2022/23           | Serie A           | 33     | 10   | 2             | 0             | –             | –             | 35      | 10      |
| Atalanta          | Celkově           | Celkově           | 63     | 14   | 4             | 0             | 11            | 0             | 78      | 14      |
| Celkově v kariéře | Celkově v kariéře | Celkově v kariéře | 204    | 52   | 17            | 1             | 36            | 7             | 257     | 60      |

### Reprezentační
Platí k zápasu hranému 18. června 2023.
| Národní tým | Rok     | Zápasy | Góly |
| ----------- | ------- | ------ | ---- |
| Nizozemsko  | 2020    | 1      | 0    |
| Nizozemsko  | 2021    | 2      | 0    |
| Nizozemsko  | 2022    | 12     | 1    |
| Nizozemsko  | 2023    | 2      | 0    |
| Celkově     | Celkově | 17     | 1    |

Nizozemské góly jsou vždy zapsány jako první. Koopmeinersovy góly jsou zvýrazněny.
| Gól | Datum          | Místo                                | Zápas | Soupeř | Skóre | Výsledek | Soutěž                     |
| --- | -------------- | ------------------------------------ | ----- | ------ | ----- | -------- | -------------------------- |
| 1.  | 8. června 2022 | Cardiff City Stadium, Cardiff, Wales | 7.    | Wales  | 1:0   | 2:1      | Liga národů UEFA 2022/2023 |

## Úspěchy
AZ Alkmaar
- Poražený finalista KNVB Cupu: 2016/17, 2017/18